# Helicteres lanceolata
Helicteres lanceolata là một loài thực vật có hoa trong họ Cẩm quỳ. Loài này được A.DC. mô tả khoa học đầu tiên năm 1824.